# Roswell, New Mexico
Roswell, New Mexico é uma série de televisão de drama e ficção científica americana, nomeada em homenagem à cidade de Roswell, Novo México, desenvolvida por Carina Adly Mackenzie para a The CW que estreou como uma entrada de meia temporada durante a temporada de televisão de 2018–19 em 15 de janeiro de 2019. A série é a segunda adaptação televisiva da série de livros Roswell High de Melinda Metz.
Em abril de 2019, a série foi renovada para uma segunda temporada, que estreou em 16 de março de 2020.
Em janeiro de 2020, a The CW renovou a série para uma terceira temporada. Em fevereiro de 2021, a The CW renovou a série para uma quarta temporada.

## Premissa
Depois de voltar para sua cidade natal, Roswell, Novo México, a filha de imigrantes indocumentados descobre que sua paixão adolescente é um alienígena que manteve suas habilidades sobrenaturais escondidas durante toda a sua vida. Ela protege seu segredo enquanto os dois se reconectam, mas quando um ataque violento aponta para uma presença alienígena maior na Terra, a política de medo e ódio ameaça expor ele.

## Elenco e personagens

### Principal
| Ator             | Personagem     | Temporadas | Temporadas | Temporadas |
| Ator             | Personagem     | 1.ª        | 2.ª        | 3.ª        |
| ---------------- | -------------- | ---------- | ---------- | ---------- |
| Jeanine Mason    | Liz Ortecho    | Principal  | Principal  | Principal  |
| Nathan Parsons   | Max Evans      | Principal  | Principal  | Principal  |
| Michael Vlamis   | Michael Guerin | Principal  | Principal  | Principal  |
| Lily Cowles      | Isobel Evans   | Principal  | Principal  | Principal  |
| Tyler Blackburn  | Alex Manes     | Principal  | Principal  | Principal  |
| Heather Hemmens  | Maria DeLuca   | Principal  | Principal  | Principal  |
| Michael Trevino  | Kyle Valenti   | Principal  | Principal  | Principal  |
| Trevor St. John  | Jesse Manes    | Principal  | Principal  |            |
| Karan Oberoi     | Noah Bracken   | Principal  |            |            |
| Amber Midthunder | Rosa Ortecho   | Recorrente | Principal  | Principal  |

### Recorrente
- Rosa Arredondo como Xerife Valenti
- Carlos Compean como Arturo Ortecho[5]
- Riley Voelkel como Jenna Cameron[6]
- Amber Midthunder como Rosa Ortecho[7]
- Sherri Saum como Mimi DeLuca[8]
- Claudia Black como Ann Evans[9]
- Dylan McTee como Wyatt Long[10]

- Justina Adorno como Steph (season 2),
- Christian Antidormi como Forrest Long (season 2),
- Jason Behr como Tripp (season 2)
- Jamie Clayton como Grace Powell / Charlie Cameron (season 2)
- Tanner Novlan como Gregory Manes (season 2),
- Kiowa Gordon como Flint Manes,

## Produção

### Desenvolvimento
Em janeiro de 2018, a The CW encomendou um episódio piloto para a série, com Julie Plec definido para dirigir. As empresas de produção envolvidas com o piloto incluem a Amblin Television, a Bender Brown Productions, a CBS Television Studios e a Warner Bros. Television (anteriormente produzidas pela Regency Television e 20th Century Fox Television). A The CW encomendou o programa para a série em 11 de maio de 2018.

### Escolha do elenco
Em 16 de fevereiro de 2018, Jeanine Mason foi escalada para o papel principal de Liz Ortecho. No início de março, o resto do elenco foi preenchido, com Nathan Parsons como Max Evans, Lily Cowles como Isobel, Michael Vlamis como Michael Guerin, Tyler Blackburn como Alex Manes, Heather Hemmens como Maria DeLuca e Michael Trevino como Kyle Valenti. Karan Oberoi foi escalado para o papel regular da série final de Noah Bracken em 27 de março de 2018. Trevor St. John foi escalado em um papel recorrente como pai de Alex em 12 de março de 2018.

### Filmagens
As filmagens para o piloto aconteceram em Albuquerque, Novo México e Santa Fé, Novo México. A produção no piloto começou em 14 de março de 2018, e terminou em 30 de março de 2018. O resto dos episódios começou a ser filmado em 13 de agosto de 2018, em Las Vegas, Novo México e Santa Fé, Novo México.

## Recepção

### Resposta crítica
A série detém uma taxa de aprovação de 53% com base em 19 avaliações, com uma classificação média de 6,22/10 no Rotten Tomatoes. O consenso crítico do site diz: "Roswell, New Mexico admiravelmente acrescenta o contexto político moderno à sua premissa, mas este reboot segue muito de perto o seu antecessor para transcender as armadilhas de uma reforma redundante." No Metacritic, que usa uma média ponderada, atribuiu a série uma pontuação de 58 em 100 com base em 13 críticos.